# Королева Марго (фільм, 1954)
«Королева Марго» (фр. La Reine Margot) — французький кінофільм, екранізація однойменного роману Александра Дюма.

## Сюжет
Фільм розповідає про дочку Катерини і сестру Карла IX — Марго (Жанна Моро), про Варфоломіївську ніч і подіях, що їм передували, і про кохання Марго до молодого графа…

## У ролях
- Жанна Моро — Маргарита де Валуа
- Армандо Франчолі — Ла Моль
- Робер Порт — Карл IX
- Анрі Женес — Коконнас
- Франсуаза Розе — Катерина Медічі
- Андре Верзіні — король Наваррський
- Луї де Фюнес — астролог Рене.